# 1929 au Yukon
Chronologie du Yukon
- 1925
- 1926
- 1927
- 1928
- 1929
- 1930
- 1931
- 1932
- 1933

Cette page concerne des événements d'actualité qui se sont produits durant l'année 1929 dans le territoire canadien du Yukon.

## Politique
- Commissaire de l'or : George Ian MacLean (en)
- Législature : 8e

## Naissances
- 25 avril : Danny Joe (en), député territoriale de Tatchun (1987-1992) et Mayo-Tatchun (1992-1996).